# マグヌス5世 (ノルウェー王)

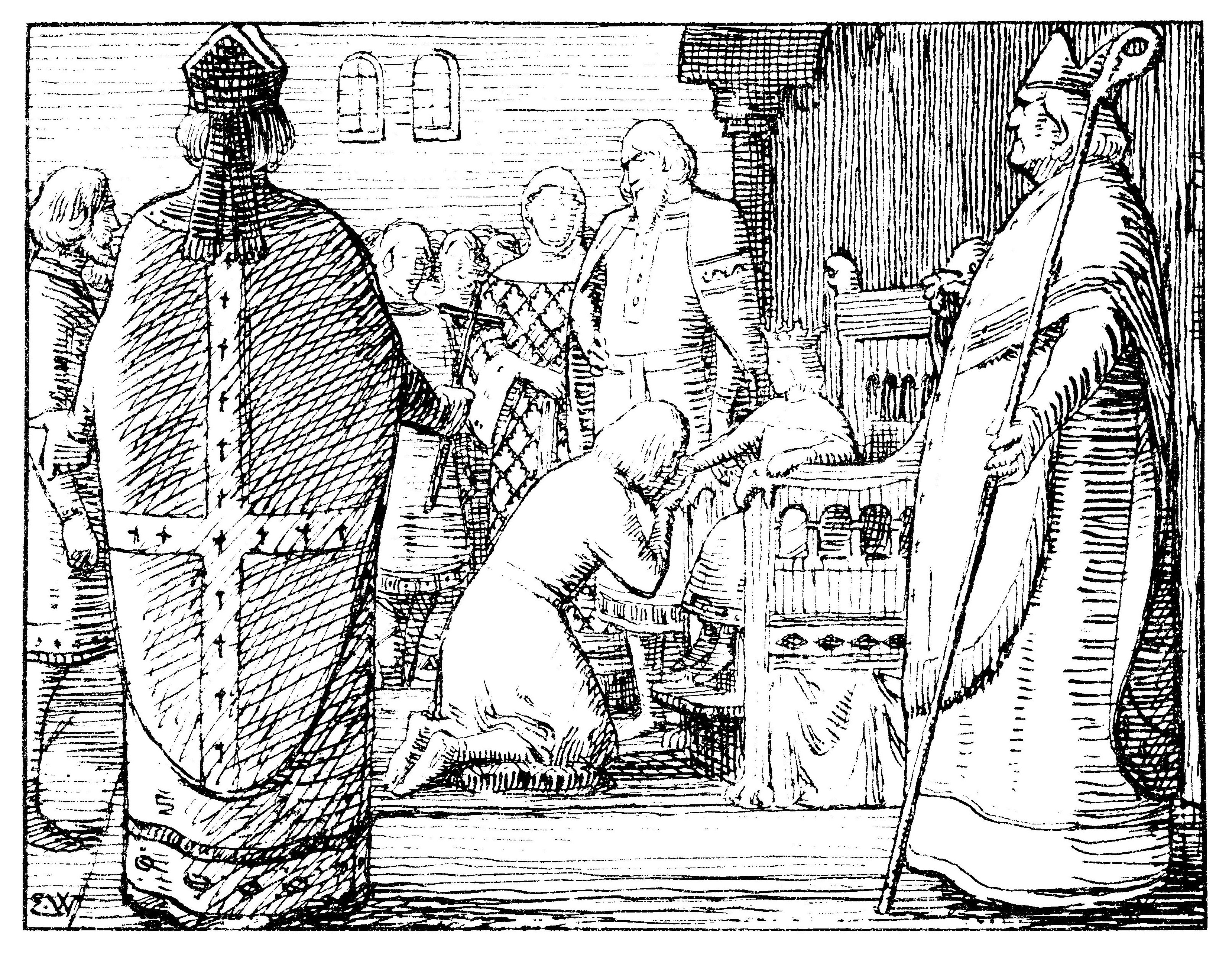
ノルウェー王に選ばれるマグヌス5世（エーリック・ヴァーレンショルド画）

マグヌス5世・エーリングソン（Magnus V Erlingsson, 1156年 - 1184年6月15日）は、ノルウェー王（在位：1161年 - 1177年/84年）。シグル1世の孫、マグヌス4世の甥にあたる。戴冠式を行った最初のスカンディナヴィアの君主である。また、ノルウェーの王位継承において長子相続を確立させた。1184年のフィムレイテの戦いにおいて、ノルウェー王となったスヴェレ・シグルツソンの軍と戦って戦死した。

## 生涯
マグヌス4世の姉妹クリスティンと豪族エーリング・スカッケの間の子である。父エーリングは、オークニー伯ラグンヴァルド・カリ・コルソンとともに行った十字軍で名声を得た。母クリスティンはシグル1世十字軍王の娘であった。マグヌスは1161年に5歳でノルウェー王とされ、ノルウェー王として初めて戴冠式を行った。父エーリングは伯爵とされ、マグヌスが若年の間に実権を握り、マグヌスが成年に達した後も王国の実質的な支配者であり続けた。
1166年、シグル・アグンハットとその養子であるオーラヴ・ウゲーヴァはオップランで軍を編成し、エーリング・スカッケがデンマークに留まっている間に、オーラヴに王位を宣言させた。オーラヴは、エイステイン1世の娘であるマリア・エイステインスドッテルの息子であった。エーリングがこの反乱を鎮圧するためにノルウェーに戻った後、オーラヴとその家臣はセールムのリジョクルでエーリングを待ち伏せ攻撃した。エーリングは負傷し、かろうじて逃げ出した。1168年、オーラヴとその家臣は南のオスロ・フィヨルドに足を踏み入れたが、ヴォーレルのスタンゲルにおける戦いで敗北した。シグルは戦死したが、オーラヴはデンマークに逃亡した。
1177年、ノルウェー王シグル2世の庶子と称するスヴェレ・シグルツソンが民衆の支持を得て、軍を率いてノルウェーに上陸し、王位を主張した。エーリングの地位は危うくなり、1179年のニーダロス郊外のカルフスシネの戦いにおいて戦死した。マグヌスはデンマークへ逃亡した。
その後再起を図って再度ノルウェーに上陸し、数年間戦争が続いたが、1184年6月15日のフィムレイテの戦いでマグヌスは敗北し戦死した。スヴェレは大艦隊を送りマグヌスの艦隊を攻撃し、一度に1隻の船に突撃して打ちのめし、マグヌスの兵を次の船に飛び越えさせた。戦闘が進むにつれ、残りの船はすし詰め状態となり、その重さのために沈没した。

## 歴史的背景
ノルウェーの内乱期は、マグヌスに対するスヴェレの勝利で終わらなかった。マグヌスの死後、シグル・マグヌソン、インゲ・マグヌッソンおよびエーリング・マグヌッソン・スタインヴェグがマグヌスの息子と称し、ノルウェーの王位を主張した。ノルウェーの内乱期は、1130年のノルウェー王シグル1世の死から始まり、1240年のスクーレ・ボードソンの死で終わり、110年間に及んだ。
この期間中、さまざまな規模の一連の争いが起こった。これらの対立の背景には、不明確なノルウェーの継承法、社会情勢、教会と国王の間の対立があった。最初は名もなかったりさまざまな名で知られていた集団であったが、最終的にバグル党とビルケベイン党の2党が結成された。党派の中心となったのは、王の支配に対抗するために党の首座に据えられた王子たちであった。